# マルクス・アンナエウス・ルカヌス
マルクス・アンナエウス・ルカヌス（Marcus Annaeus Lucanus, 39年11月3日 - 65年4月30日）は、ヒスパニア・バエティカ、コルドバ生まれのローマ帝国の詩人。短い生涯だったにもかかわらず、古典ラテン語時代（白銀期）の突出した人物の1人と見なされている。その若さと執筆の速さは他の詩人たちと較べて、群を抜いていた。

## 生涯
ウァッカとスエトニウスによる2つの短い伝記、それにタキトゥスの『年代記』とスタティウスの『Silvae』の中にある言及から、ルカヌスのおおよその生涯は把握できる。
ルカルスは裕福な家に生まれた。大セネカの孫で、叔父の小セネカの個人指導の下、育った。おそらく哲学的でストア主義的な教育を受けたものと思われる。アテナイでは、アンナエウス・コルヌトゥス（Annaeus Cornutus）について修辞学を学んだ。
ルカヌスは皇帝ネロの下で成功をつかんだ。ネロの親友の1人となり、その褒美として、法定年齢になる前にクァエストルの職に就いた。60年、Quinquennial Neronia（ネロがはじめたギリシア風の大規模な祭、en:Quinquennial Neronia）で、即興的に歌った『Orpheus』と『Laudes Neronis』が賞を得た。ネロは再び褒美を与え、ルカヌスをアウグルに任命した。この当時、ルカヌスの叙事詩『ファルサリア』（写本の題名は『内乱』、en:Pharsalia）の最初の3巻が世に出た。これはガイウス・ユリウス・カエサル（ジュリアス・シーザー）とポンペイウスの間で行われたローマ内乱を物語ったものである。
まもなく、ルカヌスとネロの間に確執が生じた。タキトゥスとスエトニウスの説では違いがあり、タキトゥスは、ネロがルカヌスに嫉妬して詩の出版を禁じたと言い、一方スエトニウスは、ネロはルカヌスに興味を失い、ルカヌスを無視し続け、ルカヌスはそのお返しに、ネロを侮辱する詩を書いたと言っている。どちらも確執を卑小なものにしているが、中にはもっと深刻な理由があったとする本もある。文法学者ヴァッカと詩人スタティウスは、ルカヌスがネロを侮辱する詩を書いたという説を支持しているようで、ヴァッカはルカヌスの詩の中に『De Incendio Urbis（都市の炎上について）』と題されたものがあることを言及している。スタティウスのルカヌスへの頌歌では、ルカヌスが「罪ある暴君の筆舌に尽くしがたい炎がレムスの丘をかけめぐる」と叙述していたことを言及している。さらに、『ファルサリア』の後の巻、具体的に第10巻は、帝国反対・共和制賛成の立場を取っていた。ネロと皇帝職に対する批判が、禁書の真の理由だったのかも知れない。
65年、ルカヌスはネロに対する「ピソの陰謀」に参加した。しかし発覚し、ルカヌスは外患罪を申し立てられ、恩赦を願う母親たちに罪が及ぶ前に、静脈切開による自殺を強いられた。25歳だった。タキトゥスによると、ルカヌスは出血多量で死ぬ時に、「似たような死に方をする負傷兵の話を書いた自分の詩を思いだし、かなりの行を暗唱した。それが彼の最後の言葉だった」
ルカヌスの父親は追放され、母親は逃亡した。ルカヌスの誕生日はその死後、祭日となった。ルカヌスについてのスタティウスの詩は、ドミティアヌスの皇帝在位中に催された祭日に、ルカヌスの未亡人ポッラ・アルゲンタリア（Polla Argentaria）に宛てられたものである。

## 作品

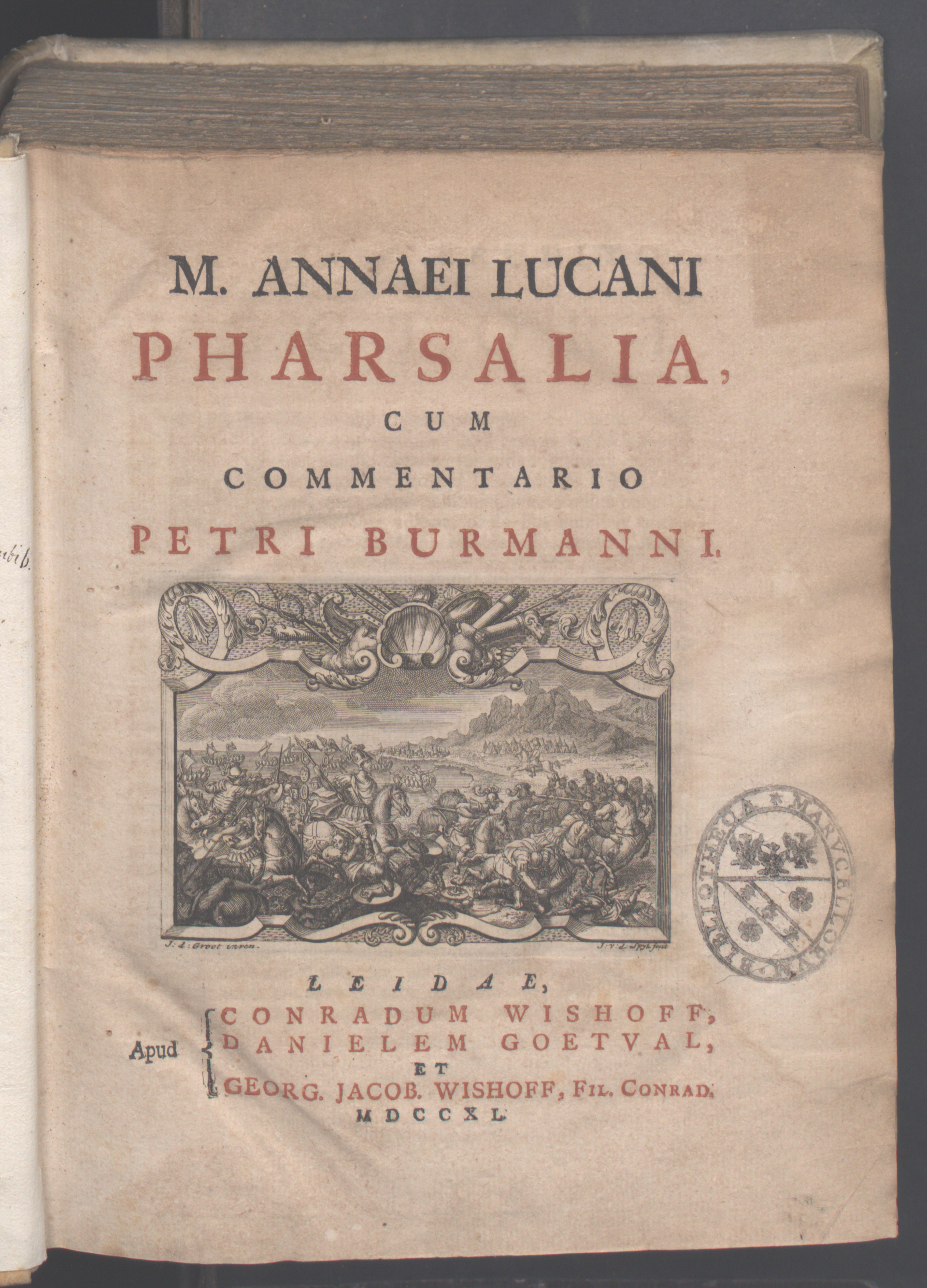
Pharsalia, 1740

ヴァッカとスタティウスによると、ルカヌスの著作は次の通りである。
現存する作品では、
- 『ファルサリア（内乱）』 - カエサルとポンペイウスの内乱を描いた叙事詩。
  - ルーカーヌス『内乱　パルサリア』 大西英文訳、岩波文庫（上下）、2012年

しばしばルカヌスの作品と言われるもの（同様に他の作者のものとも）。
- 『Laus Pisonis（ピーソー讃）』（en:Laus Pisonis） - ピーソー家の1人を讃美したもの。

失われた作品では、
- 『Catachthonion』
- 『Iliacon』 - トロイア伝説から。
- 『Epigrammata』
- 『Adlocutio ad Pollam』
- 『Silvae』
- 『Saturnalia』
- 『Medea』
- 『Salticae Fabulae』
- 『Laudes Neronis』 - ネロ讃美。
- 『Orpheus』
- 『Prosa oratio in Octavium Sagittam』
- 『Epistulae ex Campania』
- 『De Incendio Urbis』 - 64年のローマ大火を扱ったもの。おそらくネロが放火したとして非難したもの。